# Национальный морской музей (Великобритания)
Национальный морской музей (англ. National Maritime Museum; сокр. NMM) — морской музей в Великобритании, ведущий морской музей Соединенного Королевства. Здание музея, в котором ранее размещался Королевский военно-морской колледж, является частью Королевских музеев Гринвича, сети музеев, включенных в список Всемирного наследия «Морской Гринвич».

## История и деятельность
Музей был создан в 1934 году на основании National Maritime Act of 1934 Chapter 43, управляется Советом попечителей, назначаемого Министерством финансов. Основан на щедрые пожертвования сэра James Caird, Baronet of Glenfarquhar (1864—1954). Король Георг VI официально открыл музей 27 апреля 1937 года, когда он с дочерью — принцессой Елизаветой (будущей королевой Елизаветой II) путешествовал по Темзе из Лондона. Первым директором музея стал сэр Geoffrey Arthur Romaine Callender (1875—1946).
В 2012 году королева Елизавета II учредила Королевские музеи Гринвича (англ. Royal Museums Greenwich ), куда вошли  Национальный морской музей, Гринвичская обсерватория, Квинс-хаус и знаменитый парусник Катти Сарк.
В коллекции музея имеются портреты великих «морских» британцев — Нельсона и Кука, количество которых больше, чем в лондонской Национальной портретной галерее. Собрание музея включает также предметы, вывезенные из Германии после Второй мировой войны.
Музеем в 1984 году учреждена специальная ежегодная награда — медаль Кэрда (англ. Caird Medal), названная в честь своего основного спонсора — сэра Джеймса Кэрда (англ. Sir James Caird), в ознаменование пятидесятой годовщины принятия Закона о создании Национального морского музея. Медаль ежегодно присуждается лицам, которые, по мнению Попечительского совета музея, сделали важный вклад в сфере природных музеев. Награждение происходит после публичной лекции получателя.

## Директора́
- 1937−1946 — Geoffrey Callender
- 1947−1966 — Frank Carr
- 1967−1983 — Basil Greenhill
- 1983−1986 — Neil Cossons
- 1986−2000 — Richard Louis Ormond
- 2000−2007 — Roy Clare
- 2007− н. в. — Kevin Fewster